# Зевање
Зевање је рефлексна радња која се састоји од широког отварања уста праћеног дубоким удисајем ваздуха, након чега следи продужени издисај уз контракцију мускулатуре лица. Током зевања долази до зачепљења Eустахијеве тубе, која повезује ждрело са средњим ухом, што привремено смањује оштрину слухa, а након тога следи акт гутања.
Зевање се јавља као последица уморa, досаде, поспаности, глади, стреса итд. Осим тога, оно може да буде последица различитих патолошких процеса (енцефалитиса, неких диспептичних желудачних или везикуларних сметњи).
Прва међународна конференција о зевању одржана је 24-25. јуна 2010. године у Паризу.